# Козловський Олег Олександрович
Козловський Олег Олександрович (25 вересня 1982, с. Садки — 16 жовтня 2022, смт Курдюмівка) — український військовослужбовець, солдат військової частини А4467 Збройних сил України, учасник російсько-української війни.

## Біографія
Народився 25 вересня 1982 року в с. Садки Кам'янопотоківської сільської ради Кременчуцького району. У 1986 році разом з батьками переїхав до Криму, там ходив до дитячого садочка, потім до школи. Шкільну освіту закінчив у с. Штомпелівка Хорольського району, куди згодом переїхала родина. З раннього дитинства захоплювався військовою справою, любив читати та малювати. У 1998—2000 роках навчався у Хорольському професійно-технічному училищі за спеціальністю «Автослюсар». У 2003—2011 роках працював на цегельному заводі у м. Хоролі, згодом — на підприємстві з виготовлення тротуарної плитки.
Мав різнобічні захоплення — на курсах «ЄШКО» вивчав образотворче мистецтво та японську мову, писав вірші, цікавився історією і культурою Китаю, згідно зі словами мами Лариси Адамівни, полюбляв дивитися аніме. У вільний час багато малював.
У 2016—2019 роках брав участь в антитерористичній операції на Донбасі. Навіть під час служби не розлучався з польовим блокнотом, де робив замальовки. З перших днів повномасштабного вторгнення росії в Україну, не зважаючи на вади здоров'я, вступив до лав тероборони, а потім добровольцем — на фронт. Восени 2022 року захищав Батьківщину на Донеччині. Був гранатометником 3 стрілецького відділення 1 стрілецького взводу 3 стрілецької роти військової частини А4467.
Загинув 16 жовтня 2022 року в смт Курдюмівка Бахмутського району Донецької області під час виконання бойового завдання. Похований 20 жовтня 2022 року на Алеї Слави у м. Хорол.

## Творчість
Експозиція «ВОЇН З ДУШЕЮ МИТЦЯ», присвячена Дню пам'яті Олега Козловського та Дню захисників та захисниць України є першою персональною виставкою автора. Ще одна виставка була проведена в м. Полтава, до її експозиції увійшли створені ним в різні роки малюнки, а назвою стали рядки його ж власного вірша — «Серед зірок моя мрія живе». Ці рядки якнайкраще окреслюють сповнене високих духовних поривань коротке життя воїна, осяяне мріями, надіями й думками, які продовжують жити в його віршах і художніх роботах й переконують, що ЗІРКА Олега Козловського ніколи не згасне!
На виставці, присвячений річниці загибелі військовослужбовця, 274 малюнки, переважно виконаних олівцем та гуашшю, які демонструють чим він жив і захоплювався, його природний потяг до краси.
Перед нами калейдоскоп образів сучасників реальних і кінематографічних, малюнки-враження, спроби опанування такими жанрами мистецтва як натюрморт, інтер'єр, пейзаж.
Роботи Олега Козловського на виставку «Серед зірок моя мрія живе» надані мамою автора Ларисою Адамівною, завдяки якій картини художника-героя не залишаться без уваги.

## Нагороди
- Орден «За мужність» III ступеня (12 вересня 2023) — за особисту мужність, виявлену у захисті державного суверенітету та територіальної цілісності України, самовіддане виконання військового обов'язку[3],
- Нагрудний знак «Учасник АТО»,
- Медаль «За участь в антитерористичній операції»,
- грамоти.